# Swissporarena
De Swissporarena is een voetbalstadion in Luzern, Zwitserland, dat plaats biedt aan 16.800 toeschouwers. De bespeler van het stadion is FC Luzern, dat uitkomt in de Zwitserse Super League. Voorheen speelde FC Luzern in het Stadion Allmend, dat in 2009 afgebroken werd. Het stadion werd geopend in 2011. De eerste wedstrijd in het nieuwe stadion was de ontmoeting tussen FC Thun en FC Luzern op 31 juli 2011.

## Galerij

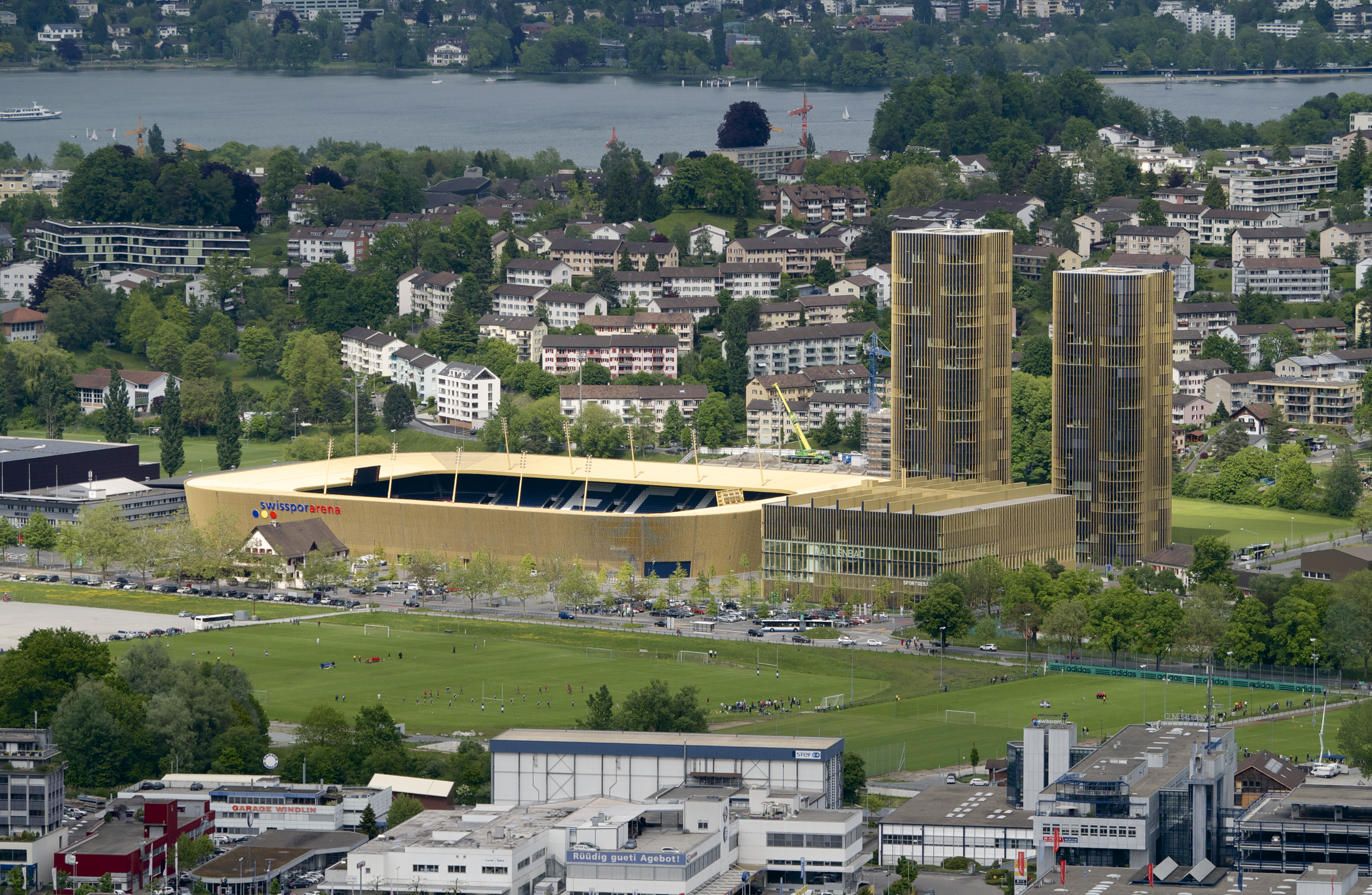
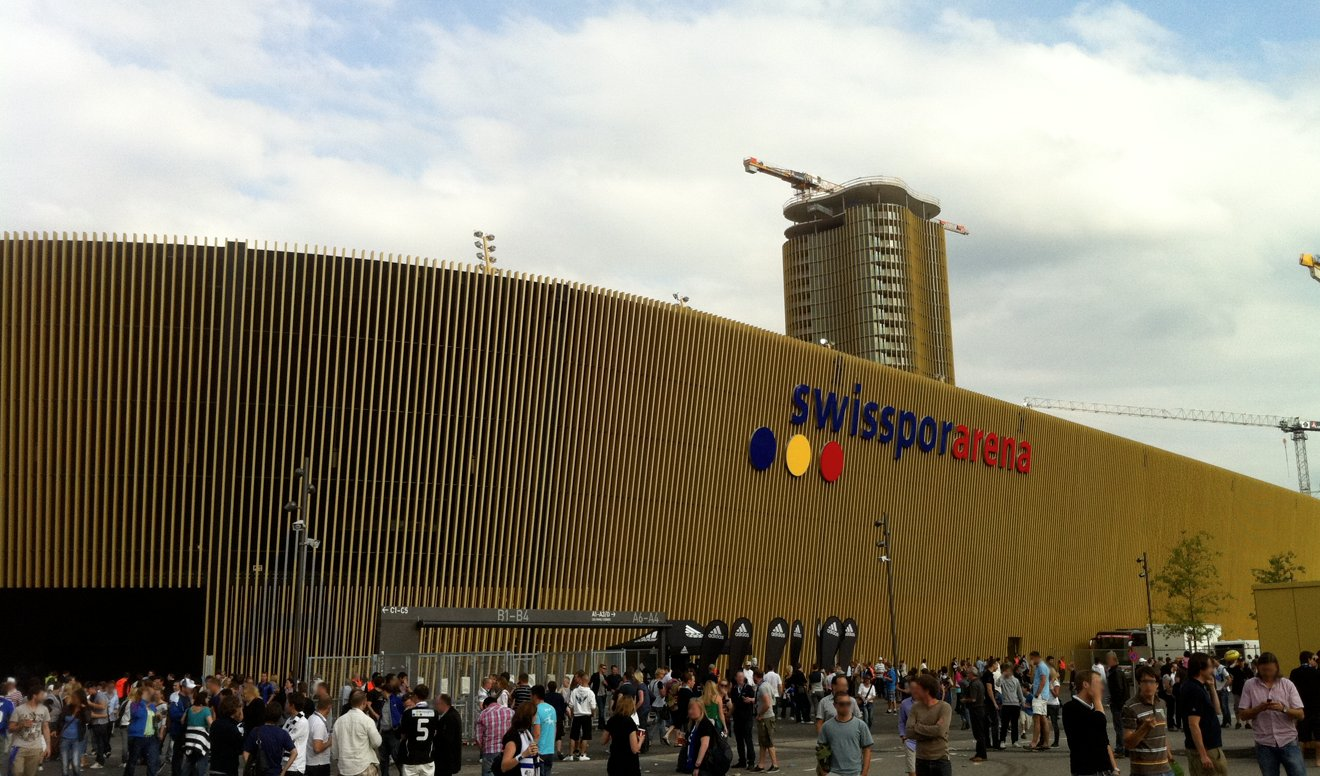
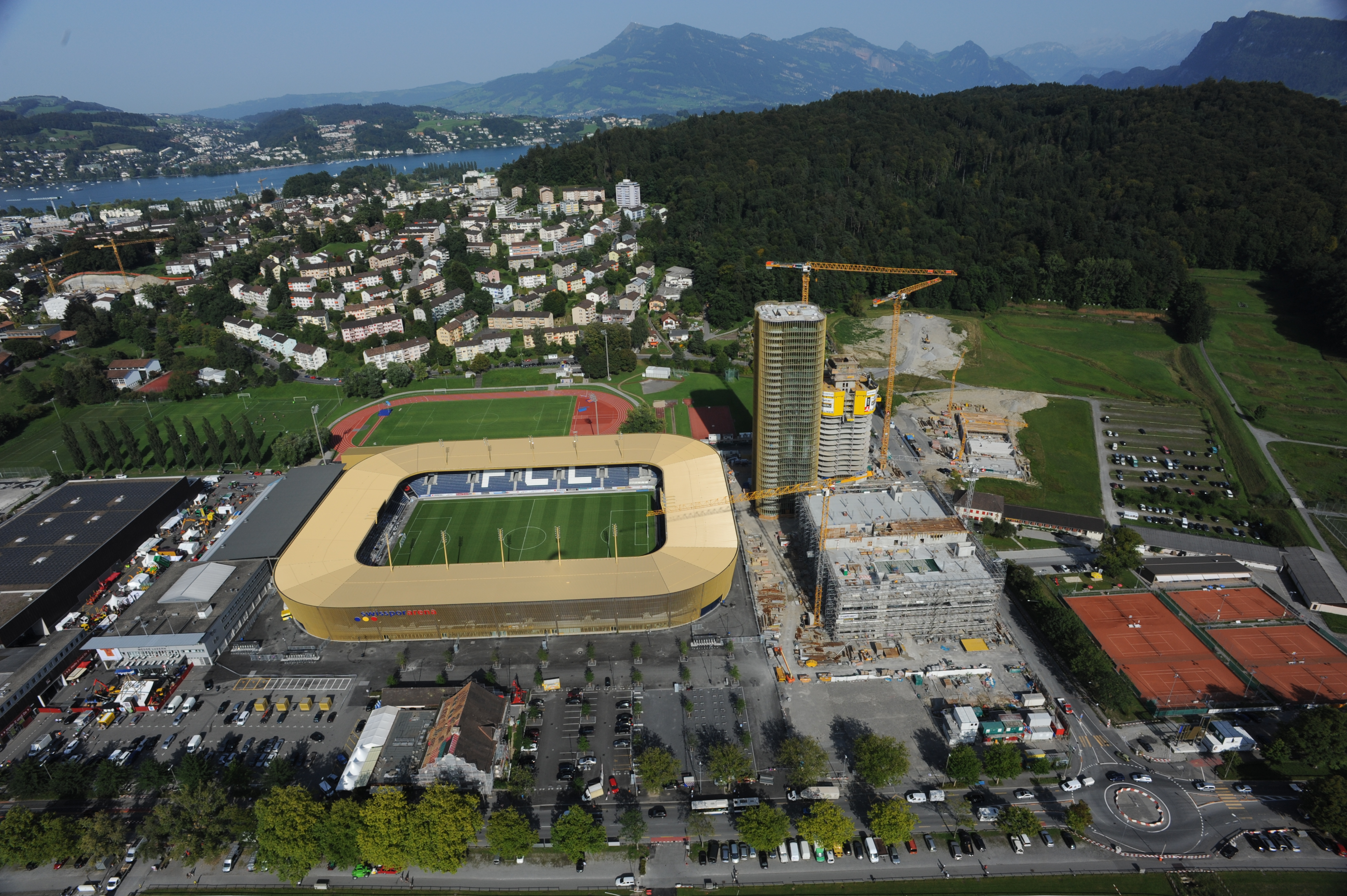
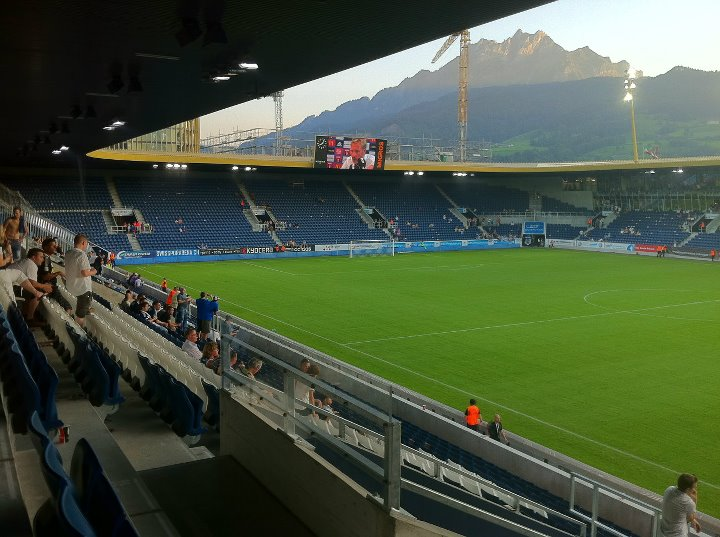
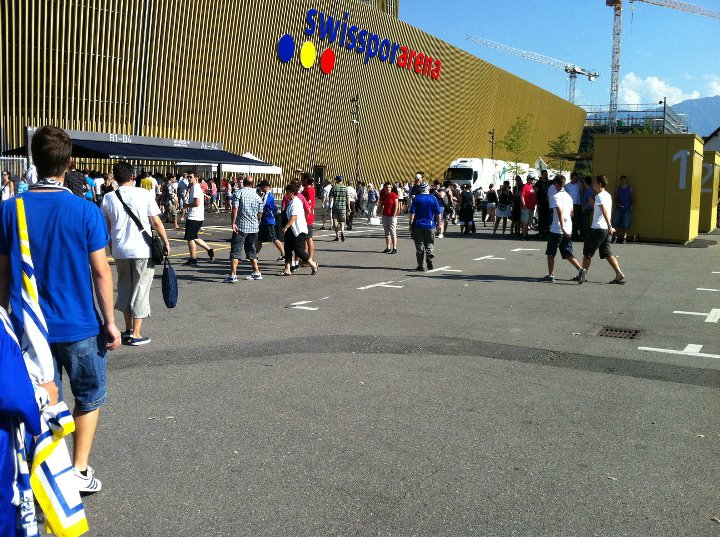
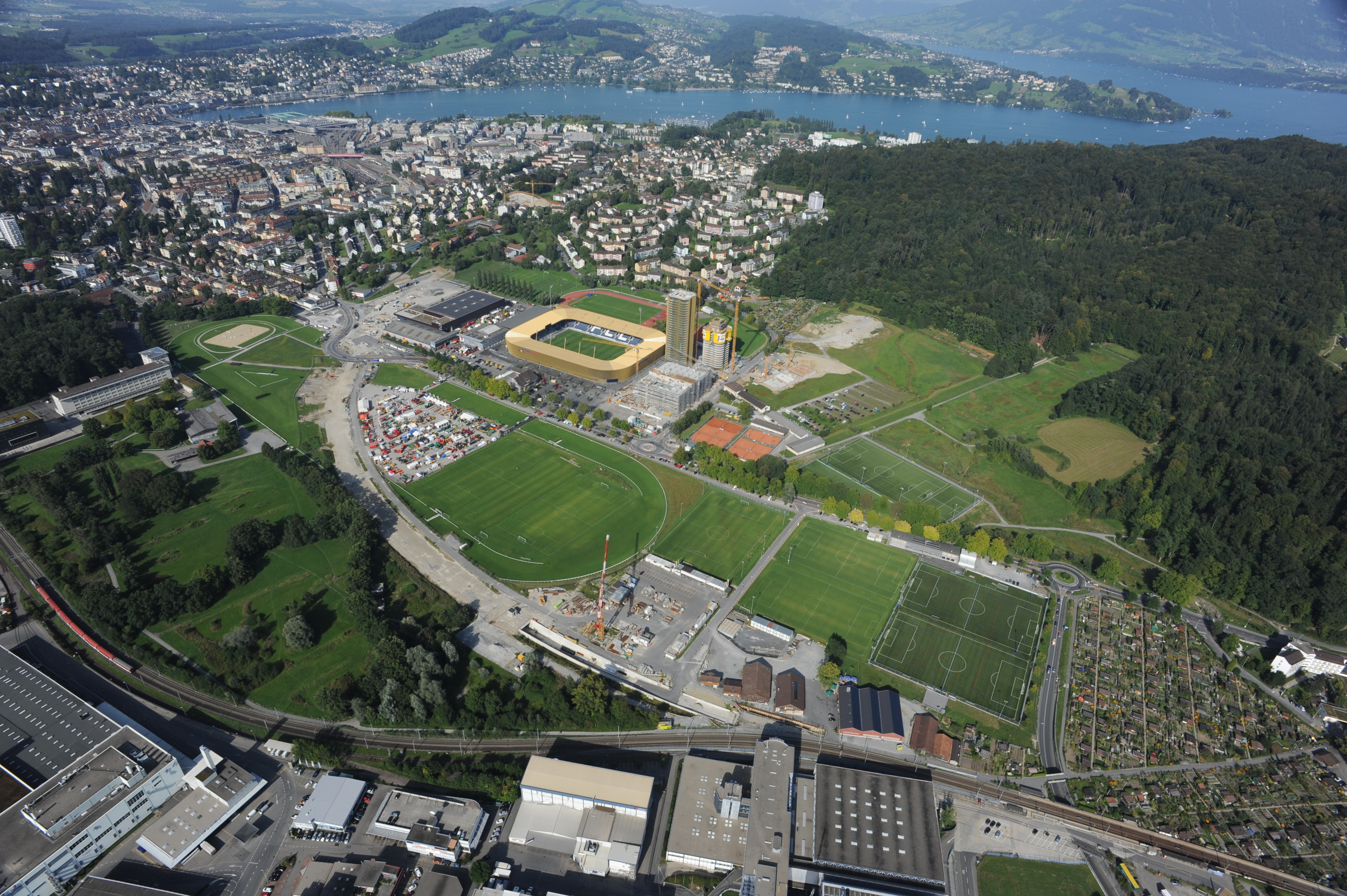

## Interlands
Het Zwitsers voetbalelftal speelt met enige regelmaat interlands in de Swissporarena.
| №  | Datum             | Wedstrijd               | Uitslag | Competitie                  | Toeschouwers |
| -- | ----------------- | ----------------------- | ------- | --------------------------- | ------------ |
| 1  | 30 mei 2012       | Zwitserland – Roemenië  | 0 – 1   | Vriendschappelijk           | 11.850       |
| 2  | 11 september 2012 | Zwitserland – Albanië   | 2 – 0   | WK 2014 kwalificatie        | 16.500       |
| 3  | 30 mei 2014       | Zwitserland – Jamaica   | 1 – 0   | Vriendschappelijk           | 16.000       |
| 4  | 3 juni 2014       | Zwitserland – Peru      | 2 – 0   | Vriendschappelijk           | 15.000       |
| 5  | 27 maart 2015     | Zwitserland – Estland   | 3 – 0   | EK 2016 kwalificatie        | 14.500       |
| 6  | 13 november 2016  | Zwitserland – Faeröer   | 2 – 0   | WK 2018 kwalificatie        | 14.800       |
| 7  | 27 maart 2018     | Zwitserland – Panama    | 6 – 0   | Vriendschappelijk           | 8.600        |
| 8  | 18 november 2018  | Zwitserland – België    | 5 – 2   | UEFA Nations League 2018/19 | 17.966       |
| 9  | 15 november 2021  | Zwitserland – Bulgarije | 4 – 0   | WK 2022 kwalificatie        | 14.300       |
| 10 | 19 juni 2023      | Zwitserland – Roemenië  | 2 – 2   | EK 2024 kwalificatie        | 14.400       |